# Ron Simonson
Ron Simonson (Portland, Oregon, 1942. március 13. – Portland, Oregon, 2024. június 15.) amerikai amerikaifutball-edző, 1997–1998-ban az Oregon State Beavers running backjeinek edzője. 1978 és 1994 között a Puget Sound Loggers, 1985 és 1988 között pedig a Northern Colorado Bears vezetőedzője volt.
Edzői pályafutását követően írni kezdett. 2024. június 15-én hunyt el Alzheimer-kórban.

## Elismerései
2004-ben a Portland Interscholastic League Hall of Fame tagja lett.

## Eredményei vezetőedzőként
| Év                                                 | Eredmény                             | Eredmény                             | Helyezés                             |
| Év                                                 | Összesített                          | Konferencia                          | Helyezés                             |
| Puget Sound Loggers (NCAA független)               | Puget Sound Loggers (NCAA független) | Puget Sound Loggers (NCAA független) | Puget Sound Loggers (NCAA független) |
| -------------------------------------------------- | ------------------------------------ | ------------------------------------ | ------------------------------------ |
| 1978                                               | 9–1                                  | –                                    | –                                    |
| 1979                                               | 7–4                                  | –                                    | –                                    |
| 1980                                               | 6–3                                  | –                                    | –                                    |
| 1981 (NCAA negyeddöntő)                            | 10–2                                 | –                                    | –                                    |
| 1982                                               | 7–3                                  | –                                    | –                                    |
| Puget Sound Loggers (Evergreen Conference)         |                                      |                                      |                                      |
| 1983                                               | 9–1                                  | 7–0                                  | 1.                                   |
| 1984                                               | 5–4–1                                | 4–3–1                                | 4.                                   |
| Puget Sound:                                       | 53–18–1                              | 11–3–1                               | –                                    |
| Northern Colorado Bears (North Central Conference) |                                      |                                      |                                      |
| 1985                                               | 2–9                                  | 2–7                                  | T-8.                                 |
| 1986                                               | 3–8                                  | 3–6                                  | T-7.                                 |
| 1987                                               | 3–8                                  | 2–7                                  | 9.                                   |
| 1988                                               | 5–5                                  | 4–5                                  | T-6.                                 |
| Northern Colorado:                                 | 13–30                                | 11–25                                | –                                    |
| Összesen:                                          | 66–48–1                              | –                                    | –                                    |
| Jelmagyarázat: Konferenciabajnok                   |                                      |                                      |                                      |

## Fordítás
- Ez a szócikk részben vagy egészben  a   Ron Simomson című angol Wikipédia-szócikk ezen változatának fordításán alapul.  Az eredeti cikk szerkesztőit annak laptörténete sorolja fel. Ez a jelzés csupán a megfogalmazás eredetét és a szerzői jogokat jelzi, nem szolgál a cikkben szereplő információk forrásmegjelöléseként.